# HD36982
HD36982 є хімічно пекулярною зорею спектрального класу
B2 й має видиму зоряну величину в смузі V приблизно  8,4.

## Пекулярний хімічний вміст
Зоряна атмосфера HD36982 має підвищений вміст 
He
.